# Scartelaos gigas
Scartelaos gigas is een straalvinnige vissensoort uit de familie van grondels (Gobiidae). De wetenschappelijke naam van de soort is voor het eerst geldig gepubliceerd in 1963 door Chu & Wu.